# Aldo Montano (fäktare född 1910)
Aldo Montano, född 23 november 1910 i Livorno, död 2 september 1996 i Livorno, var en italiensk fäktare.
Montano blev olympisk silvermedaljör i sabel vid sommarspelen 1936 i Berlin.